# Henrik Falkenberg (1860–1939)
Conrad Henrik Falkenberg af Trystorp (i riksdagen kallad Falkenberg af Trystorp i Värmlands Säby), född 8 november 1860 i Lerbo församling, Södermanlands län, död 24 november 1939 i Visnums församling, Värmlands län, var en svensk friherre, godsägare och riksdagspolitiker.
Falkenberg blev underlöjtnant vid Södermanlands regemente 1882 och löjtnant där 1889. Han övergick som löjtnant till regementets reserv 1897 och var kapten i reserven 1900–1909.
Falkenberg var från 1885 arrendator och från 1894 ägare till godset Värmlands Säby i Värmland. Han var även politiker och tillhörde riksdagen som ledamot av första kammaren 1901–1913, invald i Värmlands läns valkrets. Falkenberg var även statsrevisor 1906–1908, ledamot av Statsutskottet från 1907 samt telegraffullmäktig 1907–1919.

## Utmärkelser
- Kommendör av första klassen av Vasaorden, 6 juni 1918.[2]
- Kommendör av andra klassen av Vasaorden, 6 juni 1910.[3]
- Riddare av första klassen av Svärdsorden, 1907.[4]
- Riddare av Nordstjärneorden, 1903.[5]